# Afganopogon
Afganopogon is een vliegengeslacht uit de familie van de roofvliegen (Asilidae).

## Soorten
- A. lindbergi Hradský, 1962